# Клераво
Клераво (фр. Clairavaux) насеље је и општина у централној Француској у региону Лимузен, у департману Крез која припада префектури Обисон.
По подацима из 2011. године у општини је живело 147 становника, а густина насељености је износила 5,34 становника/km². Општина се простире на површини од 27,55 km². Налази се на средњој надморској висини од 745 метара (максималној 876 m, а минималној 595 m).

## Демографија
| 1962. | 1968. | 1975. | 1982. | 1990. | 1999. | 2011. |
| ----- | ----- | ----- | ----- | ----- | ----- | ----- |
| 298   | 247   | 204   | 148   | 171   | 152   | 147   |

График промене броја становника у току последњих година